# Joaquim José Pinheiro de Vasconcelos
Joaquim José Pinheiro de Vasconcelos, visconde de Monserrate, (Ilha de Santo Antônio, 4 de setembro de 1788 — Rio de Janeiro, 29 de agosto de 1884) foi um magistrado brasileiro.
Formado em direito pela Universidade de Coimbra, em 1818, regressou ao Brasil, onde foi nomeado juiz de Santo Amaro da Purificação e São Francisco do Conde, na Bahia. Foi eleito secretário da Junta Provisória de 2 de julho de 1823, que assumiu o governo da província depois da retirada das tropas portuguesas, quando da Independência do Brasil.
Nomeado em 1826 desembargador de Pernambuco e em 1833 da Bahia, sendo nomeado em 1848 presidente deste tribunal.
Em 1853 foi nomeado ministro do Supremo Tribunal de Justiça, sendo nomeado presidente em 1857.
Pediu exoneração do cargo em 1864, devido ao decreto do governo aposentando quatro membros do tribunal, porém continuou no tribunal até ser aposentado.
Foi presidente da província de Pernambuco, nomeado por carta imperial de 9 de dezembro de 1829, de 15 de fevereiro de 1830 a 11 de outubro de 1831 e da Bahia por três vezes, de 4 de junho de 1832 a 10 de dezembro de 1834, de 26 de junho de 1841 a 13 de agosto de 1844, e de 6 de maio a 11 de setembro de 1848.
Foi nomeado barão de Monserrate em 30 de março de 1861, e visconde de Monserrate em 21 de junho de 1878, quando aposentou-se como juiz.

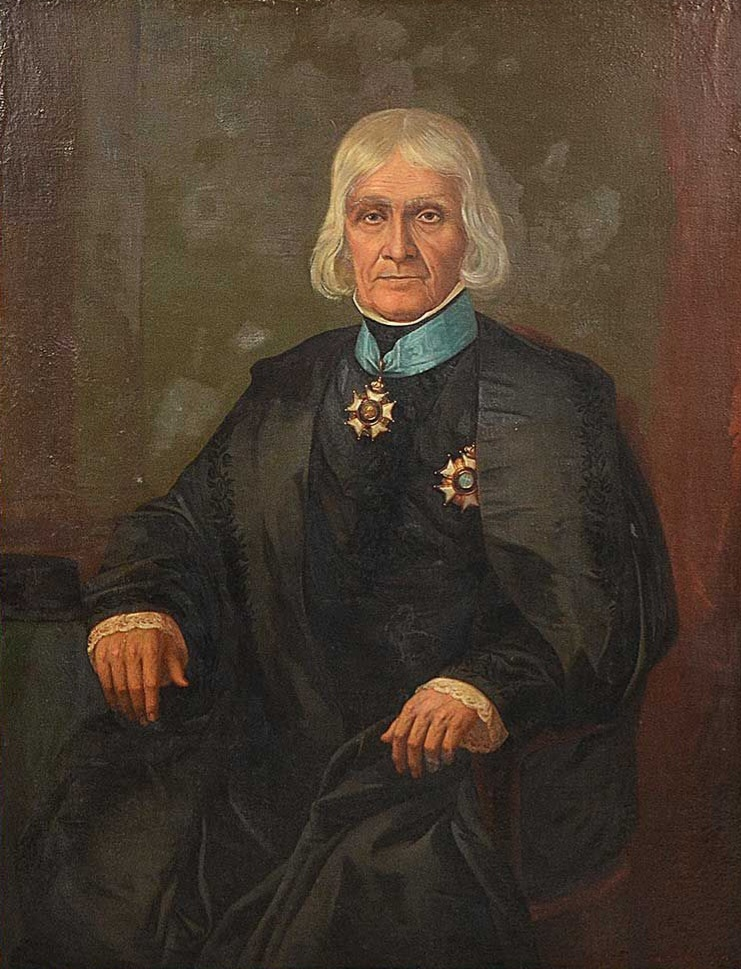
Retrato por Louis-Auguste Moreaux, 1875

Foi dignitário da Imperial Ordem do Cruzeiro.